# Olympische Sommerspiele 1952/Teilnehmer (Schweiz)
| Gelbes Symbol für Goldmedaillen mit stilisierten Olympischen Ringen | Graues Symbol für Silbermedaillen mit stilisierten Olympischen Ringen | Braundes Symbol für Bronzemedaillen mit stilisierten Olympischen Ringen |
| ------------------------------------------------------------------- | --------------------------------------------------------------------- | ----------------------------------------------------------------------- |
| 2                                                                   | 6                                                                     | 6                                                                       |

Die Schweiz nahm bei den Olympischen Sommerspielen 1952 in der finnischen Hauptstadt Helsinki mit 157 Athleten, 9 Frauen und 148 Männern, in 96 Wettkämpfen in 17 Sportarten teil.
Seit 1896 war es die zwölfte Teilnahme eines Schweizer Teams bei Olympischen Sommerspielen. Damit war die Schweiz neben Australien, Frankreich, dem Vereinigten Königreich, Griechenland und den Vereinigten Staaten eine von sechs Nationen, die bis dahin bei allen Olympischen Sommerspielen teilgenommen hatte.

## Flaggenträger
Der Turner Walter Lehmann trug die Flagge der Schweiz während der Eröffnungsfeier im Olympiastadion, bei der Schlussfeier wurde sie vom Radfahrer Rolf Graf getragen.

## Medaillen
Mit 14 gewonnenen Medaillen, zwei Gold-, sechs Silber- und sechs Bronzemedaillen, belegte das Schweizer Team Rang 11 in der Nationenwertung.

### Medaillengewinner

#### Gold
| Name          | Sportart | Wettkampf |
| ------------- | -------- | --------- |
| Jack Günthard | Turnen   | Reck      |
| Hans Eugster  | Turnen   | Barren    |

#### Silber
| Name/n | Sportart       | Wettkampf                        |
| --- | -------------- | -------------------------------- |
| Fritz Schwab | Leichtathletik | 10'000 m Gehen                   |
| Gustav Fischer auf Soliman, Gottfried Trachsel auf Kursus und Henri Chammartin auf Wohler                                               | Reiten         | Dressur Mannschaft               |
| Enrico Bianchi, Karl Weidmann, Heinrich Scheller, Émile Ess und Walter Leiser                                                           | Rudern         | Vierer mit Steuermann            |
| Robert Bürchler-Messer | Schiessen      | Freies Gewehr Dreistellungskampf |
| Josef Stalder | Turnen         | Reck                             |
| Josef Stalder, Hans Eugster, Jack Günthard, Jean Tschabold, Melchior Thalmann, Ernst Gebendinger, Hans Schwarzentruber und Ernst Fivian | Turnen         | Mannschaftsmehrkampf             |

#### Bronze
| Name/n                                                                                    | Sportart | Wettkampf              |
| ----------------------------------------------------------------------------------------- | -------- | ---------------------- |
| Otto Rüfenacht, Paul Meister, Paul Barth, Oswald Zappelli, Willy Fitting und Mario Valota | Fechten  | Degen Mannschaft       |
| Oswald Zappelli                                                                           | Fechten  | Degen Einzel           |
| Kurt Schmid und Hans Kalt                                                                 | Rudern   | Zweier ohne Steuermann |
| Josef Stalder                                                                             | Turnen   | Einzelmehrkampf        |
| Josef Stalder                                                                             | Turnen   | Barren                 |
| Hans Eugster                                                                              | Turnen   | Ringe                  |

### Medaillen nach Sportarten
| Rang | Sportart       | G | S | B | gesamt |
| ---- | -------------- | - | - | - | ------ |
| 1    | Turnen         | 2 | 2 | 3 | 7      |
| 2    | Rudern         | - | 1 | 1 | 2      |
| 3    | Leichtathletik | - | 1 | - | 1      |
| 3    | Reiten         | - | 1 | - | 1      |
| 3    | Schiessen      | - | 1 | - | 1      |
| 6    | Fechten        | - | - | 2 | 2      |

## Teilnehmer nach Sportarten

### Basketball
- Pierre Albrecht, Henri Baumann, Marcos Bossy, René Chiappino, Maurice Chollet, Gérald Cottier, Roger Domenjoz, Marcel Moget, Roger Prahin, Jacques Redard, Bernard Schmied, Georges Stockly, Jean-Pierre Voisin und René Wohler
Qualifikationsrunde, Gruppe A: zwei Niederlagen, nicht für die Hauptrunde qualifiziert, Rang 17
15. Juli in Helsinki: 58:69 (22:30)-Niederlage gegen  Bulgarien
16. Juli in Helsinki: 49:59 (25:33)-Niederlage gegen  Belgien

### Boxen
Federgewicht (bis 57 kg)
- Alfred Willommet
1. Runde: 0:3-Niederlage gegen Su Bung-Nan aus Südkorea

Leichtgewicht (bis 60 kg)
- Roger Cuche
1. Runde: Niederlage durch K. o. in der dritten Runde gegen Frederick Reardon aus Grossbritannien

Weltergewicht (bis 67 kg)
- Peter Müller
1. Runde: Niederlage gegen Moos Linneman aus den Niederlanden

Halbmittelgewicht (bis 71 kg)
- Hans Büchi
1. Runde: Freilos
2. Runde: Niederlage durch technischen K. o. in der dritten Runde gegen Erich Schöppner aus der Bundesrepublik Deutschland

Mittelgewicht (bis 75 kg)
- Hans Niederhauser
1. Runde: 0:3-Niederlage gegen Valter Sentimenti aus Italien

Schwergewicht (über 81 kg)
- Hans Jost
1. Runde: K.-o.-Niederlage in der ersten Runde gegen den US-Amerikaner Ed Sanders

### Fechten

#### Männer
Degen Einzel
- Paul Barth
1. Runde: Freilos
2. Runde, Gruppe 3: mit vier Siegen (Rang 5) nicht für die Halbfinalkämpfe qualifiziert

- Paul Meister
1. Runde: Freilos
2. Runde, Gruppe 2: mit einem Sieg (Rang 8) nicht für die Halbfinalkämpfe qualifiziert

- Oswald Zappelli
1. Runde: Freilos
2. Runde, Gruppe 5: mit vier Siegen (Rang 4) für die Halbfinalkämpfe qualifiziert
Halbfinal, Gruppe 1: mit sechs Siegen (Rang 3) für die Finalkämpfe qualifiziert
Final: sechs Siege, Rang 3

Degen Mannschaft
- Paul Barth, Willy Fitting, Paul Meister, Otto Rüfenacht, Mario Valota und Oswald Zappelli
1. Runde, Gruppe 3: mit einem Sieg (Rang 2) für die 2. Runde qualifiziert
8:2-Sieg gegen  Brasilien/Otto Rüfenacht (2), Paul Meister (2), Oswald Zappelli (1), Paul Barth (3)
2. Runde, Gruppe 2: mit zwei Siegen (Rang 2) für die Halbfinalkämpfe qualifiziert
7:7 (38:35)-Sieg gegen  Belgien/Otto Rüfenacht (2), Paul Barth (2), Willy Fitting (3)
8:3-Sieg gegen  Norwegen/Otto Rüfenacht (3), Paul Barth (2), Mario Valota (1), Willy Fitting (2)
Halbfinal, Gruppe 2: mit einem Sieg (Rang 1) für die Finalkämpfe qualifiziert
12:4-Sieg gegen  Ungarn/Otto Rüfenacht (3), Paul Barth (2), Willy Fitting (4), Oswald Zappelli (3)
6:8-Niederlage gegen  Schweden/Mario Valota (1), Oswald Zappelli (2), Willy Fitting (3)
Final: ein Sieg, Rang 3 
4:12-Niederlage gegen  Italien/Otto Rüfenacht (2), Paul Barth (1), Willy Fitting (1)
6:8-Niederlage gegen  Schweden/Otto Rüfenacht (2), Paul Barth (1), Willy Fitting (1), Oswald Zappelli (2)
8:4-Sieg gegen  Luxemburg/Otto Rüfenacht (3), Paul Meister (1), Oswald Zappelli (1), Paul Barth (3)

Säbel Einzel
- Jules Amez-Droz
1. Runde, Gruppe 6: mit vier Siegen (Rang 4) für die 2. Runde qualifiziert
2. Runde, Gruppe 5: ohne Sieg (Rang 8) nicht für die Halbfinalkämpfe qualifiziert

- Otto Greter
1. Runde, Gruppe 7: mit fünf Siegen (Rang 2) für die 2. Runde qualifiziert
2. Runde, Gruppe 3: mit zwei Siegen (Rang 7) nicht für die Halbfinalkämpfe qualifiziert

- Umberto Menegalli
1. Runde, Gruppe 1: mit drei Siegen (Rang 6) nicht für die 2. Runde qualifiziert

Säbel Mannschaft
- Jules Amez-Droz, Otto Greter, Umberto Menegalli und Oswald Zappelli
1. Runde, Gruppe 6: mit zwei Niederlagen (Rang 3) nicht für die 2. Runde qualifiziert
5:11-Niederlage gegen  Grossbritannien/Oswald Zappelli (2), Otto Greter (2), Jules Amez-Droz (1)
2:9-Niederlage gegen die  Vereinigten Staaten/Umberto Menegalli (1), Oswald Zappelli (1)

#### Frauen
Florett Einzel
- Hedwig Rieder
1. Runde, Gruppe 4: mit einem Sieg (Rang 5) nicht für die 2. Runde qualifiziert

### Gewichtheben
Bantamgewicht (bis 56 kg)
- Roland Magnenat (55,60 kg)
Final: 250,0 kg, Rang 16
Militärpresse: 65,0 kg/70,0 kg/72,5 kg
Reissen: 72,5 kg/72,5 kg/77,5 kg
Stossen: 95,0 kg/100,0 kg/102,5 kg

Leichtgewicht (bis 67,5 kg)
- Roger Rubini (67,45 kg)
Final: 295,0 kg, Rang 20
Militärpresse: 80,0 kg/85,0 kg/85,0 kg
Reissen: 87,5 kg/92,5 kg/95,0 kg
Stossen: 115,0 kg/122,5 kg/122,5 kg

Mittelgewicht (bis 75 kg)
- Walter Dossenbach (74,40 kg)
Final: 312,5 kg, Rang 19
Militärpresse: 85,0 kg/92,5 kg/92,5 kg
Reissen: 95,0 kg/100,0 kg/102,5 kg
Stossen: 95,0 kg/100,0 kg/102,5 kg

- Jacques Flury (74,50 kg)
Final: 310,0 kg, Rang 20
Militärpresse: 80,0 kg/85,0 kg/–
Reissen: 95,0 kg 100,0 kg/100,0 kg
Stossen: 117,5 kg/125,0 kg/130,0

### Hockey
- Jean-Pierre Bolomey, Kurt Goldschmid, Jean Gruner, Karl Hofstetter, Rudolf Keller, Fridolin Kurmann, Kurt Müller, Gilbert Recordon, Jean-Pierre Roche, Fritz Stühlinger, Hugo Vonlanthen und Roger Zanetti
Hauptturnier, Vorrunde: 1:2 (0:1)-Niederlage gegen  Österreich
Trostrunde 1: 2:1 (0:0)-Sieg gegen  Frankreich
Trostrunde 2: 0:1 (0:1)-Niederlage gegen  Polen
Platzierungsspiel: kampflos für  Österreich, Rang 8

### Kanu

#### Männer
Einer-Kajak 1000 m
- Hansruedi Engler
Vorläufe: in Lauf 1 (Rang 6) mit 4:39,7 min nicht für den Final qualifiziert

Einer-Kajak 10'000 m
- Raymond Kamber
Final: 54:57,3 min (+7:34,5 min), Rang 16

Zweier-Kajak 1000 m
- Anton Kuster und Hans Straub
Vorläufe: in Lauf 2 (Rang 5) mit 4:14,9 min nicht für den Final qualifiziert

Zweier-Kajak 10'000 m
- Werner Bieri und Werner Müller
Final: 49:21,2 min (+4:59,9 min), Rang 16

#### Frauen
Einer-Kajak 500 m
- Elsa Sidler
Vorläufe: in Lauf 3 (Rang 4) mit 2:43,1 min nicht für den Final qualifiziert

### Leichtathletik

#### Männer
100 m
- Fritz Griesser
Vorläufe: in Lauf 8 (Rang 5) mit 11,1 s (handgestoppt) bzw. 11,54 s (elektronisch) nicht für die Viertelfinalläufe qualifiziert

- Willy Schneider
Vorläufe: in Lauf 6 (Rang 3) mit 11,1 s (handgestoppt) bzw. 11,22 s (elektronisch) nicht für die Viertelfinalläufe qualifiziert

- Hans Wehrli
Vorläufe: in Lauf 10 (Rang 2) mit 10,8 s (handgestoppt) bzw. 11,00 s (elektronisch) für die Viertelfinalläufe qualifiziert
Viertelfinal: in Lauf 2 (Rang 5) mit 10,8 s (handgestoppt) bzw. 11,05 s (elektronisch) nicht für die Halbfinalläufe qualifiziert

200 m
- Willy Eichenberger
Vorläufe: in Lauf 2 (Rang 4) mit 22,6 s (handgestoppt) bzw. 22,98 s (elektronisch) nicht für die Viertelfinalläufe qualifiziert

- Ernst Mühlethaler
Vorläufe: in Lauf 13 (Rang 4) mit 23,0 s (handgestoppt) bzw. 23,26 s (elektronisch) nicht für die Viertelfinalläufe qualifiziert

- Hans Wehrli
Vorläufe: in Lauf 8 (Rang 3) mit 22,2 s (handgestoppt) bzw. 22,35 s (elektronisch) nicht für die Viertelfinalläufe qualifiziert

400 m
- Ernst von Gunten
Vorläufe: in Lauf 5 (Rang 6) mit 50,7 s (handgestoppt) bzw. 50,88 s (elektronisch) nicht für die Viertelfinalläufe qualifiziert

- Hans Ernst Schneider
Vorläufe: in Lauf 12 (Rang 2) mit 48,7 s (handgestoppt) bzw. 48,86 s (elektronisch) für die Viertelfinalläufe qualifiziert
Viertelfinal: in Lauf 1 (Rang 6) mit 49,2 s (handgestoppt) bzw. 49,32 s (elektronisch) nicht für die Halbfinalläufe qualifiziert

- Sepp Steger
Vorläufe: in Lauf 3 (Rang 4) mit 49,2 s (handgestoppt) bzw. 49,35 s (elektronisch) nicht für die Viertelfinalläufe qualifiziert

800 m
- Johannes Baumgartner
Vorläufe: in Lauf 1 (Rang 5) mit 1:57,1 min nicht für die Halbfinalläufe qualifiziert

- Fred Lüthi
Vorläufe: in Lauf 8 (Rang 5) mit 1:55,0 min nicht für die Halbfinalläufe qualifiziert

1500 m
- Fred Lüthi
Vorläufe: in Lauf 2 (Rang 7) mit 3:56,4 min (handgestoppt) bzw. 3:56,52 min (elektronisch) nicht für die Halbfinalläufe qualifiziert

5000 m
- Pierre Page
Vorläufe: in Lauf 2 (Rang 10) mit 14:57,0 min nicht für den Final qualifiziert

- August Sutter
Vorläufe: in Lauf 1 (Rang 8) mit 14:45,2 min nicht für den Final qualifiziert

Marathon
- Rudolf Morgenthaler
2:56:33,0 h (+33:29,8 min), Rang 50

10'000 m Gehen
- Gabriel Reymond
Vorrunde: in Gruppe 1 (Rang 4) mit 46:35,2 min für den Final qualifiziert
Final: 46:38,6 min (+1:35,8 min), Rang 9

- Fritz Schwab
Vorrunde: in Gruppe 2 (Rang 4) mit 47:06,0 min für den Final qualifiziert
Final: 45:41,0 min (+38,2 s), Rang 2

50 km Gehen
- René Charrière
5:08:59,0 h (+40:51,2 min), Rang 26

- Gilbert Marquis
5:02:56,2 h (+34:48,4 min), Rang 24

110 m Hürden
- Olivier Bernard
Vorläufe: in Lauf 1 (Rang 3) mit 15,1 s (handgestoppt) bzw. 15,29 s (elektronisch) nicht für die Halbfinalläufe qualifiziert

400 m Hürden
- Karl Schmid
Vorläufe: in Lauf 6 (Rang 5) mit 57,5 s (handgestoppt) nicht für die Viertelfinalläufe qualifiziert

- Hans Schwarz
Vorläufe: in Lauf 7 (Rang 3) mit 54,9 s (handgestoppt) für die Viertelfinalläufe qualifiziert
Viertelfinal: in Lauf 1 (Rang 6) mit 54,0 s (handgestoppt) bzw. 54,09 s (elektronisch) nicht für die Halbfinalläufe qualifiziert

4 × 100 m Staffel
- Willy Eichenberger, Ernst Mühlethaler, Willy Schneider und Hans Wehrli
Vorläufe: in Lauf 3 (Rang 5) mit 41,6 s (handgestoppt) bzw. 41,81 s (elektronisch) nicht für die Halbfinalläufe qualifiziert

4 × 400 m Staffel
- Ernst von Gunten, Hans Ernst Schneider, Paul Stalder und Sepp Steger
Vorläufe: in Lauf 2 (Rang 5) mit 3:15,4 min (handgestoppt) bzw. 3:15,36 min (elektronisch) nicht für den Final qualifiziert

Hochsprung
- Hans Wahli
Qualifikation, Gruppe B: 1,87 m, Rang 1, für den Final qualifiziert
1,70 m: im ersten Versuch übersprungen
1,80 m: im ersten Versuch übersprungen
1,84 m: im ersten Versuch übersprungen
1,87 m: im ersten Versuch übersprungen
Final: 1,90 m, Rang 16
1,70 m: ausgelassen
1,80 m: im ersten Versuch übersprungen
1,90 m: im zweiten Versuch übersprungen
1,95 m: drei Fehlversuche

Stabhochsprung
- Walter Hofstetter
Qualifikation, Gruppe A: 3,90 m, Rang 8, nicht für den Final qualifiziert
3,60 m: im ersten Versuch übersprungen
3,70 m: im zweiten Versuch übersprungen
3,80 m: im ersten Versuch übersprungen
3,90 m: drei Fehlversuche

Diskuswurf
- Oskar Häflinger
Qualifikation, Gruppe A: 44,73 m, Rang 9, nicht für den Final qualifiziert
1. Wurf: 38,90 m
2. Wurf: ungültig
3. Wurf: 44,73 m

Zehnkampf
- Max Wehrli
Final: 5561 Punkte (- 2326 Punkte), Rang 18
100 m: 11,8 s/650 Punkte/Rang 22; gesamt 650 Punkte/Rang 22
Weitsprung: 6,48 m/635 Punkte/Rang 17; gesamt 1285 Punkte/Rang 21
Kugelstossen: 12,73 m/647 Punkte/Rang 9; gesamt 1932 Punkte/Rang 17
Hochsprung: 1,60 m/555 Punkte/Rang 22; gesamt 2487 Punkte/Rang 21
400 m: 54,7 s/545 Punkte/Rang 21; gesamt 3032 Punkte/Rang 19
110 m Hürden: 16,4 s/523 Punkte/Rang 15; gesamt 3555 Punkte/Rang 20
Diskuswurf: 36,81 m/541 Punkte/Rang 16; gesamt 4096 Punkte/Rang 18
Stabhochsprung: 3,80 m/645 Punkte/Rang 4; gesamt 4741 Punkte, Rang 18
Speerwurf: 51,08 m/548 Punkte/Rang 18; gesamt 5289 Punkte/Rang 16
1500 m: 4:58,6 min/272 Punkte/Rang 15; gesamt 5561 Punkte/Rang 18

#### Frauen
100 m
- Sonja Prétôt
Vorläufe: in Lauf 6 (Rang 5) mit 14,7 s (handgestoppt) bzw. 14,93 s (elektronisch) nicht für die Viertelfinalläufe qualifiziert

80 m Hürden
- Gretel Bolliger
Vorläufe: in Lauf 6 (Rang 6) mit 12,3 s (handgestoppt) bzw. 12,56 s (elektronisch) nicht für die Halbfinalläufe qualifiziert

Weitsprung
- Gretel Bolliger
Qualifikation, Gruppe A: 5,14 m, Rang 14, nicht für den Final qualifiziert
1. Sprung: 5,14 m
2. Sprung: 5,07 m
3. Sprung: 5,12 m

Kugelstossen
- Gretel Bolliger
Qualifikation: 11,48 m, Rang 17, nicht für den Final qualifiziert
1. Stoss: 11,29 m
2. Stoss: 10,84 m
3. Stoss: 11,48 m

Diskuswurf
- Gretel Bolliger
Qualifikation: 38,20 m, Rang 11, für den Final qualifiziert
1. Wurf: 34,84 m
2. Wurf: 34,81 m
3. Wurf: 38,20 m
Final: 36,36 m, Rang 17
1. Wurf: 35,34 m
2. Wurf: 36,36 m
3. Wurf: 36,24 m; nicht für den Final der besten sechs Werferinnen qualifiziert

### Moderner Fünfkampf
Einzel
| Rang | Name            | Punkte | Reiten        | Punkte | Fechten | Punkte | Schiessen | Punkte | Schwimmen  | Punkte | Laufen      | Punkte |
| ---- | --------------- | ------ | ------------- | ------ | ------- | ------ | --------- | ------ | ---------- | ------ | ----------- | ------ |
| 18   | Werner Vetterli | 107    | 97 (10.11,6)  | 18     | 22 (3)  | 27     | 20-180    | 24     | 4:33,5 min | 14     | 15:59,7 min | 24     |
| 20   | Werner Schmid   | 110    | 100 (10.18,6) | 14     | 25 (5)  | 15     | 20-184    | 11     | 5:29,0 min | 39     | 16:19,3 min | 31     |
| 35   | Erhard Minder   | 158    | nicht beendet | 49     | 21 (4)  | 29     | 19-181    | 32     | 5:36,9 min | 42     | 15:04,1 min | 6      |

Mannschaft
| Rang | Namen                                      | Punkte | Reiten | Fechten | Schiessen | Schwimmen | Laufen |
| ---- | ------------------------------------------ | ------ | ------ | ------- | --------- | --------- | ------ |
| 9    | Hardy Minder Werner Schmid Werner Vetterli | 356    | 77     | 69      | 64        | 87        | 59     |

### Radsport
Bahnwettbewerbe
Sprint
- Fritz Siegenthaler
1. Runde: in Lauf 7 (Rang 3) nicht direkt für die Viertelfinalläufe qualifiziert
1. Runde, Hoffnungsläufe: in Lauf 2 (Rang 2) nicht für die Viertelfinalläufe qualifiziert

1000 m Zeitfahren
- Fredy Arber
1:15,4 min, Rang 15

Tandem
- Fredy Arber und Fritz Siegenthaler
1. Runde: in Lauf 5 (Rang 2) nicht direkt für die Viertelfinalläufe qualifiziert
1. Runde, Hoffnungsläufe: in Lauf 2 (Rang 1) nicht direkt für die Viertelfinalläufe qualifiziert
1. Runde, Hoffnungsläufe-Final: Rang 2, nicht für die Viertelfinalläufe qualifiziert

4000 m Mannschaftsverfolgung
- Oskar von Büren, Heinrich Müller, Hans Pfenninger und Max Wirth
Qualifikation: 4:55,0 min, Rang 8, für die Viertelfinalläufe qualifiziert
Viertelfinal: in Lauf 1 (Rang 2) mit 5:06,2 min nicht für die Halbfinalläufe qualifiziert

Strassenrennen (190,4 km)
Einzelwertung
- Rolf Graf
5:12:45,3 h, Rang 17

- Fausto Lurati
5:24:58,0 h, Rang 50

- Kobi Scherer
Rennen nicht beendet

- Josef Schraner
5:15:06,1 h, Rang 20

Mannschaftswertung
- Rolf Graf, Fausto Lurati, Kobi Scherer und Josef Schraner
15:52:49,4 h (+32:02,8 min), Rang 9

### Reiten
Dressur Einzel
- Henri Chammartin auf Wöhler
529,5 Punkte (- 31,5 Punkte), Rang 6

- Gustav Fischer auf Soliman
518,5 Punkte (- 42,5 Punkte), Rang 8

- Gottfried Trachsel auf Kursus
531,0 Punkte (- 30,0 Punkte), Rang 4

Dressur Mannschaft
- Henri Chammartin auf Wöhler, Gustav Fischer auf Soliman und Gottfried Trachsel auf Kursus
1579,0 Punkte (- 18,5 Punkte), Rang 2

Springreiten Einzel
- Alexander Stoffel
44,25 Strafpunkte, Rang 42
1. Durchgang: 40,25 Strafpunkte
2. Durchgang: 04,00 Strafpunkte

Vielseitigkeit Einzel
- Werner Kilcher auf Voilette
Wettbewerb nicht beendet
Dressur: -126,33 Punkte, Rang 18
Geländeritt: disqualifiziert
Springreiten: ./.

- Hans Schwarzenbach auf Vae Victis
-155,66 Punkte, Rang 17
Dressur: -121,66 Punkte, Rang 12
Geländeritt: 0 + 27 - 51 = -24 Punkte, Rang 19
Springreiten: 10,00 + 0,00 = 10,00 Punkte, Rang 10

- Jürgen Ziegler auf Vanna
-147,00 Punkte, Rang 16
Dressur: -161,00 Punkte, Rang 42
Geländeritt: 0 + 30 + 4 = 34 Punkte, Rang 14
Springreiten: 20,00 + 0,00 = 20,00 Punkte, Rang 24

Vielseitigkeit Mannschaft
- Werner Kilcher, Hans Schwarzenbach und Jürgen Ziegler
nicht qualifiziert

### Ringen
Freistil, Bantamgewicht (bis 57 kg)
- Paul Hänni
Rang 13
1. Runde: 0:3-Niederlage gegen den US-Amerikaner Bill Borders
2. Runde: Niederlage gegen Raszid Mamedbekov aus der Sowjetunion

Freistil, Leichtgewicht (bis 67 kg)
- Paul Besson
Rang 13
1. Runde: Niederlage gegen Risto Talosela aus Finnland
2. Runde: Freilos
3. Runde: 0:3-Niederlage gegen Godfrey Pienaar aus Südafrika

Freistil, Weltergewicht (bis 73 kg)
- Daniel Hauser
Rang 14
1. Runde: 0:3-Niederlage gegen den Schweden Per Berlin
2. Runde: 0:3-Niederlage gegen Anton Mackowiak aus der Bundesrepublik Deutschland

Freistil, Mittelgewicht (bis 79 kg)
- Felix Neuhaus
Rang 9
1. Runde: Freilos
2. Runde: 0:3-Niederlage gegen den Südafrikaner Carl Reitz
3. Runde: 0:3-Niederlage gegen den Gustav Gocke aus der Bundesrepublik Deutschland

Freistil, Halbschwergewicht (bis 87 kg)
- Willy Lardon
Rang 9
1. Runde: Niederlage gegen Robert Steckle aus Kanada
2. Runde: Niederlage gegen den US-Amerikaner Henry Wittenberg

### Rudern
Einer
- Paul Meyer
Vorläufe: in Lauf 2 (Rang 2) mit 7:44,5 min für die Halbfinalläufe qualifiziert
Halbfinal: in Lauf 2 (Rang 4) mit 8:07,1 min nicht direkt für den Final qualifiziert
Halbfinal, Hoffnungsläufe: in Lauf 1 (Rang 2) mit 7:48,3 min nicht für den Final qualifiziert

Doppelzweier
- Emil Knecht und Peter Stebler
Vorläufe: in Lauf 2 (Rang 3) mit 7:09,3 min nicht direkt für die Halbfinalläufe qualifiziert
Vorläufe, Hoffnungsläufe: in Lauf 1 (Rang 2) mit 7:05,8 min nicht für die Halbfinalläufe qualifiziert

Zweier ohne Steuermann
- Hans Kalt und Kurt Schmid
Vorläufe: in Lauf 1 (Rang 1) mit 7:46,0 min für die Halbfinalläufe qualifiziert
Halbfinal: in Lauf 1 (Rang 1) mit 7:37,7 min für den Final qualifiziert
Final: 8:32,7 min, Rang 3

Zweier mit Steuermann
- Walter Lüchinger, Walter Ludin und Alexander Siebenhaar
Vorläufe: in Lauf 2 (Rang 3) mit 8:16,4 min nicht direkt für die Halbfinalläufe qualifiziert
Vorläufe, Hoffnungsläufe: in Lauf 1 (Rang 2) mit 7:56,8 min nicht für die Halbfinalläufe qualifiziert

Vierer mit Steuermann
- Rico Bianchi, Émile Ess, Walter Leiser, Heinrich Scheller und Karl Weidmann
Vorläufe: in Lauf 4 (Rang 1) mit 7:20,7 min für die Halbfinalläufe qualifiziert
Halbfinal: in Lauf 2 (Rang 2) mit 6:59,2 min nicht direkt für den Final qualifiziert
Halbfinal, Hoffnungsläufe: in Lauf 2 (Rang 1) mit 7:02,3 min für den Final qualifiziert
Final: 7:36,5 min (+3,1 s), Rang 2

### Schiessen
Kleinkaliber Dreistellungskampf
- Otto Horber
1156 Ringe (- 8 Ringe), Rang 10
stehend: 398 Ringe
kniend: 387 Ringe
liegend: 371 Ringe

- Ernst Huber
1162 Ringe (- 2 Ringe), Rang 4
stehend: 397 Ringe
kniend: 390 Ringe
liegend: 375 Ringe

Kleinkaliber liegend
- Otto Horber
398 Ringe (-2 Ringe), Rang 6
100 + 100 + 100 + 98 Ringe

- Ernst Huber
397 Ringe (-3 Ringe), Rang 10
99 + 99 + 99 + 100 Ringe

Freie Scheibenpistole
- Beat Rhyner
539 Ringe (-14 Ringe), Rang 8
93 + 92 + 91 + 87 + 87 + 89 Ringe

- Alexander Specker
506 Ringe (-47 Ringe), Rang 38
84 + 93 + 83 + 85 + 76 + 85 Ringe

Freies Gewehr Dreistellungskampf (300 m)
- Robert Bürchler
1120 Ringe (-3 Ringe), Rang 2 
stehend: 389 Ringe
kniend: 381 Ringe
liegend: 350 Ringe

- August Hollenstein
1108 Ringe (-15 Ringe), Rang 4
stehend: 384 Ringe
kniend: 370 Ringe
liegend: 354 Ringe

Schnellfeuerpistole (25 m)
- Rudolf Schnyder
551 Ringe (-28 Ringe), Rang 26
1. Durchgang: 96 + 88 + 91 = 275 Ringe
2. Durchgang: 95 + 92 + 89 = 276 Ringe

Tontaubenschiessen
- Louis Cavalli
159 Punkte (-33 Punkte), Rang 34
1. Durchgang: 20 + 17 + 25 + 21 = 83 Punkte
2. Durchgang: 19 + 18 + 20 + 19 = 76 Punkte

- Pierre-André Flückiger
159 Punkte (-33 Punkte), Rang 36
1. Durchgang: 23 + 18 + 21 + 21 = 83 Punkte
2. Durchgang: 20 + 21 + 18 + 17 = 76 Punkte

### Schwimmen

#### Männer
100 m Freistil
- Michel Currat
Vorläufe: in Lauf 7 (Rang 7) mit 1:07,2 min nicht für die Halbfinalläufe qualifiziert

400 m Freistil
- Walter Schneider
Vorläufe: in Lauf 3 (Rang 7) mit 5:27,3 min nicht für die Halbfinalläufe qualifiziert

1500 m Freistil
- Walter Schneider
Vorläufe: in Lauf 2 (Rang 5) mit 21:36,2 min nicht für den Final qualifiziert

100 m Rücken
- Hermann Gericke
Vorläufe: in Lauf 2 (Rang 5) mit 1:12,6 min nicht für die Halbfinalläufe qualifiziert

200 m Brust
- Alfons Oehy
Vorläufe: in Lauf 2 (Rang 7) mit 2:54,8 min nicht für die Halbfinalläufe qualifiziert

#### Frauen
100 m Freistil
- Susy Vaterlaus
Vorläufe: in Lauf 6 (Rang 6) mit 1:16,8 min nicht für die Halbfinalläufe qualifiziert

100 m Rücken
- Doris Gontersweiler-Vetterli
Vorläufe: in Lauf 2 (Rang 7) mit 1:26,5 min nicht für den Final qualifiziert

200 m Brust
- Margrit Knabenhans
Vorläufe: in Lauf 1 (Rang 7) mit 3:17,4 min nicht für die Halbfinalläufe qualifiziert

- Liselotte Kobi
Vorläufe: in Lauf 5 (Rang 7) mit 3:22,0 min nicht für die Halbfinalläufe qualifiziert

### Segeln
Finn Dinghy
- Willy Pieper
3541 Punkte, Rang 13
1. Rennen: 344 Punkte, Rang 16
2. Rennen: 402 Punkte, Rang 14
3. Rennen: 434 Punkte, Rang 13
4. Rennen: 946 Punkte, Rang 04
5. Rennen: 318 Punkte, Rang 17
6. Rennen: 770 Punkte, Rang 06
7. Rennen: 645 Punkte, Rang 08

5,5-m-R-Klasse
- Pierre Chuit, Henri Copponex und Markus Schurch auf der Yacht Tam-Tam II
1674 Punkte, Rang 12
1. Rennen: 0192 Punkte, Rang 13
2. Rennen: 1004 Punkte, Rang 02
3. Rennen: 0000 Punkte, disqualifiziert
4. Rennen: 0159 Punkte, Rang 14
5. Rennen: 0129 Punkte, Rang 15
6. Rennen: 0191 Punkte, Rang 13
7. Rennen: 0000 Punkte, disqualifiziert

6-m-R-Klasse
- François Chapot, André Firmenich, Louis Noverraz, Charles Stern und Marcel Stern auf der Yacht Ylliam VIII
3020 Punkte, Rang 6
1. Rennen: 0188 Punkte, Rang 9
2. Rennen: 1142 Punkte, Rang 1
3. Rennen: 0000 Punkte, disqualifiziert
4. Rennen: 0188 Punkte, Rang 9
5. Rennen: 0297 Punkte, Rang 7
6. Rennen: 0364 Punkte, Rang 6
7. Rennen: 0841 Punkte, Rang 2

Star
- Hans Bryner und Kurt Bryner auf der Yacht Ali-Baba IV
3400 Punkte, Rang 9
1. Rennen: 0309 Punkte, Rang 13
2. Rennen: 1122 Punkte, Rang 02
3. Rennen: 0277 Punkte, Rang 14
4. Rennen: 0469 Punkte, Rang 09
5. Rennen: 0578 Punkte, Rang 07
6. Rennen: 0645 Punkte, Rang 06
7. Rennen: 0168 Punkte, Rang 18

### Turnen
Einzelmehrkampf
| Rang | Name                 | Punkte (Platz) je Disziplin | Punkte (Platz) je Disziplin | Punkte (Platz) je Disziplin | Punkte (Platz) je Disziplin | Punkte (Platz) je Disziplin | Punkte (Platz) je Disziplin | Punkte total |
| Rang | Name                 | Boden                       | Sprung                      | Barren                      | Reck                        | Ringe                       | Pferd                       | Punkte total |
| ---- | -------------------- | --------------------------- | --------------------------- | --------------------------- | --------------------------- | --------------------------- | --------------------------- | ------------ |
| 3    | Josef Stalder        | 18,65 (19.)                 | 18,80 (13.)                 | 19,50 ()                    | 19,50 ()                    | 19,10 (11.)                 | 19,20 (5.)                  | 114,75       |
| 5    | Hans Eugster         | 17,70 (66.)                 | 18,95 (5.)                  | 19,65 ()                    | 19,15 (11.)                 | 19,40 ()                    | 18,55 (25.)                 | 113,40       |
| 8    | Jean Tschabold       | 18,15 (41.)                 | 18,70 (19.)                 | 19,30 (5.)                  | 19,35 (6.)                  | 18,75 (23.)                 | 19,05 (8.)                  | 113,30       |
| 17   | Jack Günthard        | 17,15 (96.)                 | 18,30 (65.)                 | 19,05 (13.)                 | 19,55 ()                    | 18,70 (26.)                 | 18,85 (13.)                 | 111,60       |
| 25   | Melchior Thalmann    | 17,00 (103.)                | 18,60 (28.)                 | 18,75 (23.)                 | 19,25 (7.)                  | 18,30 (53.)                 | 18,85 (13.)                 | 110,75       |
| 39   | Ernst Gebendinger    | 18,05 (47.)                 | 18,35 (54.)                 | 18,50 (38.)                 | 18,60 (32.)                 | 17,70 (86.)                 | 18,55 (25.)                 | 109,75       |
| 52   | Hans Schwarzentruber | 17,40 (84.)                 | 18,40 (44.)                 | 18,95 (18.)                 | 18,20 (51.)                 | 18,45 (38.)                 | 17,00 (88.)                 | 108,40       |
| 55   | Ernst Fivian         | 18,15 (41.)                 | 18,90 (7.)                  | 18,30 (49.)                 | 17,45 (79.)                 | 18,30 (53.)                 | 16,85 (90.)                 | 107,95       |

Mannschaftsmehrkampf
- Josef Stalder, Hans Eugster, Jean Tschabold, Jack Günthard, Melchior Thalmann, Ernst Gebendinger, Hans Schwarzentruber und Ernst Fivian
567,50 Punkte (-7,90 Punkte), Rang 2

### Wasserspringen

#### Männer
Kunstspringen 3 m
- Heinz Schaub
Rang 15
Vorrunde: 47,15 Punkte, nicht für den Final der acht besten Springer qualifiziert
1. Sprung: 8,67 Punkte
2. Sprung: 8,00 Punkte
3. Sprung: 7,22 Punkte
4. Sprung: 6,00 Punkte
5. Sprung: 7,60 Punkte
6. Sprung: 9,66 Punkte

Turmspringen
- Heinz Schaub
Rang 31
Vorrunde: 54,40 Punkte, nicht für den Final der acht besten Springer qualifiziert
1. Sprung: 11,59 Punkte
2. Sprung: 09,01 Punkte
3. Sprung: 08,36 Punkte
4. Sprung: 07,28 Punkte
5. Sprung: 10,80 Punkte
6. Sprung: 07,36 Punkte

#### Frauen
Turmspringen
- Fernanda Martini-Pautasso
Rang 15
Vorrunde: 30,04 Punkte, nicht für den Final der acht besten Springerinnen qualifiziert
1. Sprung: 9,12 Punkte
2. Sprung: 6,84 Punkte
3. Sprung: 9,76 Punkte
4. Sprung: 4,32 Punkte